# ルート・スヴェドベリ
ルート・スヴェドベリ（Ruth Augusta Svedberg、1903年4月14日 - 2002年12月27日）は、スウェーデンの陸上競技選手である。彼女は、1928年に開催されたアムステルダムオリンピックの円盤投で銅メダルを獲得した。

## 経歴
スヴェドベリは、1928年のアムステルダムオリンピックにスウェーデン陸上競技女子代表チームの一員として、円盤投の他に100メートル競走と400メートルリレー走の合計3種目に出場した。
この大会の女子円盤投は、7月31日に12の国から21選手が参加して実施された。スヴェドベリは、予選で34メートル68センチを記録して全選手中で5番目の成績を収め、予選上位6人が進出できる決勝へ挑むことになった。決勝では35メートル92センチと予選よりも記録を伸ばし、ポーランド代表のハリナ・コノパッカ、アメリカ代表のリリアン・コープランドに続いて3位に入り、銅メダル獲得を果たした。
なお、他の2種目についてはいずれも決勝へ進めず、メダル獲得はならなかった。その後長命を保ち、2002年にヨーテボリで死去している。

## オリンピックでの成績
| 年   | 大会                       | 場所                       | 種目                | 結果            | 記録     |
| ---- | -------------------------- | -------------------------- | ------------------- | --------------- | -------- |
| 1928 | アムステルダムオリンピック | アムステルダム（オランダ） | 100メートル走       | 4位（予選敗退） | 記録不明 |
| 1928 | アムステルダムオリンピック | アムステルダム（オランダ） | 400メートルリレー走 | 4位（予選敗退） | 53秒2    |
| 1928 | アムステルダムオリンピック | アムステルダム（オランダ） | 円盤投              | 3位             | 35m92    |